# Gary Ablett (football)
Pour les articles homonymes, voir Gary Ablett et Ablett.
Gareth Ian « Gary » Ablett, né le 19 novembre 1965 à Liverpool et mort le 1er janvier 2012 à Tarleton, est un joueur et entraîneur anglais de football. 
Évoluant au poste de défenseur, il passe neuf ans à Liverpool et remporte la Coupe d'Angleterre avec le club rival d'Everton en 1995. Il est l'entraîneur de l'équipe réserve de Liverpool de 2006 à 2009, puis de l'équipe première de Stockport County, poste qu'il quitte le 17 juin 2010. 
Ablett meurt le 1er janvier 2012 d'une longue maladie.

## Carrière

### Carrière de joueur

#### Liverpool
Le natif de Liverpool rejoint le Liverpool Football Club en tant qu'apprenti après avoir quitté l'école en 1982.
Il dispute son premier match professionnel le 20 décembre 1986 lors d'un match nul et vierge du Championnat d'Angleterre au stade du Charlton Athletic, les défenseurs habituels Barry Venison et Mark Lawrenson étant absents à cause de blessures. Il joue cinq autres matchs cette saison, marquant ce qui sera son seul but sous les couleurs des Reds le 18 avril 1987 lors d'une victoire 3–0 à Anfield contre Nottingham Forest.
À côté de joueurs d'expérience, comme Gary Gillespie, Steve Nicol et Alan Hansen, Ablett remporte avec Liverpool le Championnat d'Angleterre 1987–1988 et atteint la finale de la Coupe d'Angleterre. Ablett qui est titulaire lors de la finale ne lèvera pas le trophée, les Liverpuldiens s'inclinant 1–0 face à Wimbledon.
Lors de la saison 1988–1989, Liverpool atteint pour la seconde fois consécutive la finale de la Coupe d'Angleterre. Ablett connaît cette fois-ci la victoire, battant le rival Everton sur le score de 3–2. Le Championnat d'Angleterre 1988–1989 est néanmoins cédé à Arsenal dans les ultimes minutes de la saison. Ablett est alors un titulaire de la défense de Liverpool, manquant seulement trois matchs de championnat cette saison.
Ablett est titularisé moins fréquemment la saison suivante, relégué sur le banc avec l'arrivée de Glenn Hysen et les performances de Steve Staunton. Il est plus utilisé en défense centrale qu'à son poste d'origine de latéral gauche à la suite des blessures fréquentes d'Alan Hansen. Il prend finalement le poste de défenseur central avec l'arrivée du latéral gauche David Burrows provenant de West Bromwich Albion et remporte une nouvelle fois le championnat en 1990.

#### Everton
L'entraîneur de Liverpool Kenny Dalglish démissionne le 22 février 1991 et son successeur, Graeme Souness, décide du transfert d'Ablett vers Everton pour 750 000 £ en janvier 1992, après 147 matchs de championnat pour les Reds. Paradoxalement, son départ survient alors qu'il a plus d'opportunités d'être titulaire que les deux saisons précédentes.
Ablett fait ses débuts pour les Toffees le 19 janvier 1992 au Goodison Park, lors d'un match nul (1–1) contre Nottingham Forest.
Ablett remporte la Coupe d'Angleterre 1994–1995 avec Everton, devenant le seul joueur à remporter le trophée avec les deux équipes du Merseyside. Mais il perd sa place de titulaire au profit d'Andy Hinchcliffe durant la saison 1995–1996.

#### Dernières saisons
Ablett compte 128 matchs de championnat et cinq buts pour Everton, quand il est prêté au Sheffield United avant d'être définitivement transféré à Birmingham City en juillet 1996. À Birmingham, il marque à deux reprises, contre Swindon en championnat et Leeds United en coupe.
Il est libéré de tout contrat par Trevor Francis en 1999, et après quelques matchs pour Blackpool, entraîné par son ancien coéquipier de Liverpool Steve McMahon, où il marque une fois contre Luton Town, et Wycombe Wanderers, il signe pour le club américain des Long Island Rough Riders en juin 2000. En février 2002, à l'âge de 36 ans, Ablett effectue un essai au Grimsby Town Football Club.
En 2006, Ablett apparaît en tant que remplaçant au Replay 86, un match de charité ayant comme protagonistes les joueurs ayant disputé la finale de la Coupe d'Angleterre de football 1985-1986, alors qu'il n'a pas disputé le match. Liverpool gagne ce match 1–0.

### Carrière d'entraîneur
À l'été 2002, Ablett prend le poste d'entraîneur de l'équipe des moins de 17 ans d'Everton. Il travaille au centre de formation des Toffees jusqu'en 2006, où il devient entraîneur de l'équipe réserve du Liverpool FC, remplaçant Paco Herrera. Il ne pouvait pas prendre ce poste à Everton, Andy Holden étant un pilier de la formation du club.
En avril 2008, sous les commandes d'Ablett, la réserve de Liverpool remporte le championnat des réserves du Nord, puis est sacré champion d'Angleterre des réserves en battant en finale la réserve d'Aston Villa. En juillet 2008, il obtient sa licence professionnelle de l'UEFA.
Le 28 mai 2009, le Liverpool FC annonce le départ de Gary Ablett.
Le 8 juillet 2009, Ablett devient le nouvel entraîneur du Stockport County Football Club. Le club est sous tutelle lors de la saison 2009–2010, durant laquelle l'équipe ne remporte que cinq matchs de championnat et enchaîne les défaites. Il quitte le club le 17 juin 2010 alors que Stockport County change de propriétaire.
Ablett tombe d'accord avec Ipswich Town pour signer un contrat d'un an en juillet 2010, rejoignant leur staff technique. Après un malaise sur le terrain d'entraînement alors qu'il n'a pas encore signé le contrat, il lui est diagnostiqué un lymphome non-hodgkinien, un cancer du système lymphatique. Gary Ablett en meurt au soir du 1er janvier 2012 à l'âge de 46 ans,.

## Palmarès
| Liverpool - Championnat d'Angleterre (2) : - Champion : 1987-88 et 1988-89. - Coupe d'Angleterre (1) : - Vainqueur : 1988-89. - Charity Shield (3) : - Vainqueur : 1988, 1989 et 1990. |  | Everton - Coupe d'Angleterre (1) : - Vainqueur : 1994-95. - Charity Shield (1) : - Vainqueur : 1995. |